# Anne Reid
Anne Reid (Newcastle upon Tyne, 28 maggio 1935) è un'attrice britannica, attiva in campo cinematografico, televisivo e teatrale.

## Biografia
Nel 2003 recita nel film The Mother di Roger Michell e con Daniel Craig e per la sua interpretazione viene candidata al BAFTA alla migliore attrice protagonista. Ha recitato anche in altri film, tra cui  Amore e morte a Long Island (1997), L'ordine naturale dei sogni (2010) e Una canzone per Marion (2012).
Ha anche recitato in alcuni musical, tra cui Into the Woods alla Royal Opera House nel 2007 e la produzione di Alex Parker di A Little Night Music al Palace Theatre di Londra nel 2015.

## Filmografia parziale

### Cinema
- Foster - Un regalo inaspettato (Foster), regia di Jonathan Newman (2011)
- Believe - Il sogno si avvera (Believe), regia di David Scheinmann (2013)
- L'uomo di neve (The Snowman), regia di Tomas Alfredson (2017)
- Romans - Demoni dal passato (Romans), regia di Ludwig Shammasian e Paul Shammasian (2017)
- The Aeronauts, regia di Tom Harper (2019)
- The Nest - L'inganno (The Nest), regia di Sean Durkin (2020)
- SAS: Red Notice, regia di Magnus Martens (2021)

### Televisione
- Robin Hood (The Adventures of Robin Hood) – serie TV, 4 episodi (1958)
- Miss Marple (Agatha Christie's Marple) - serie TV, episodio 3x04 (2007)
- Affinity, regia di Tim Fywell – film TV (2008)
- Five Days – serie TV, 5 episodi (2010)
- Last Tango in Halifax – serie TV, 24 episodi (2012-2020)
- Philip K. Dick's Electric Dreams – serie TV, episodio 1x03 (2017)
- Hold the Sunset – serie TV, 12 episodi (2018-2019)
- Years and Years – miniserie TV, 6 puntate (2019)
- Sanditon – serie TV, 20 episodi (2019-2023)

### Doppiaggio
- Una tosatura perfetta (A Close Shave), regia di Nick Park (1995)

## Doppiatrici italiane
Nelle versioni in italiano delle opere in cui ha recitato, Anne Reid è stata doppiata da:
- Melina Martello in The Mother, Sanditon
- Aurora Cancian in Jane Eyre
- Lorenza Biella in Five Days
- Beatrice Margiotti in Foster - Un regalo inaspettato
- Ludovica Marineo in Believe - Il sogno si avvera
- Angiola Baggi in Philip K. Dick's Electric Dreams
- Graziella Polesinanti in Years and Years

Da doppiatrice, è sostituita da:
- Germana Pasquero in Una tosatura perfetta